# Béthancourt-en-Vaux
Béthancourt-en-Vaux è un comune francese di 407 abitanti situato nel dipartimento dell'Aisne della regione dell'Alta Francia.

## Società

### Evoluzione demografica
Abitanti censiti